# Медицинская семиотика
Семио́тика (от др.-греч. σημειωτικός «знак, признак»), семиоло́гия или симптоматоло́гия (др.-греч. σύμπτομα «признак» + λόγια мн.ч. от λόγος «понятие, учение») — направление в медицине, в котором изучаются знаки и симптомы различных заболеваний. Медицинская семиотика — важная составная часть диагностики.
Кроме того — обобщенное название симптомов болезни (чаще описывается словом симптоматика).

## Общая и частная семиотика
Различают общую и частную семиотику. Предмет изучения общей семиотики — признаки, относящиеся к общей характеристике больного (пол, возраст, национальность, профессия, наследственность, перенесённые заболевания, телосложение) и его состояния (изменение сознания; положение тела, выражение лица; лихорадка и т. д.). Каждый признак играет роль в диагностике: например, женщины крайне редко болеют гемофилией; корь — заболевание преимущественно детского возраста; серповидноклеточная анемия распространена в Экваториальной Африке, но не встречается среди коренных народностей Америки, Австралии; существует особая группа профессиональных болезней; вид и походка больного позволяют поставить диагноз паркинсонизма и т. д. Общая семиотика изучает также изменения функции и морфологии органов и лабораторных проб (например, диагностическое значение увеличения печени, особенности мочи и кала при желтухах и т. п.).
Предмет частной семиотики — симптомы конкретных заболеваний, их диагностическое значение, механизмы возникновения, причины возможного отсутствия, особенности их сочетания (сочетание симптомов называется синдромом).

## Семиотика в психопатологии
В психопатологии семиотика или симптоматология изучает симптомы психиатрической патологии. Учение определяет понятие о симптоме психического расстройства, его границах, структуре, исследует прогноз и диагностическое значение симптомов, их формирование (например, нейрохимическое или церебральное).
Как пример, можно привести такие распространённые психопатологические симптомы, как аутизм, абулия, амимия, ангедония, апатия, галлюцинация или псевдогаллюцинация, иллюзия (вербальная, функциональная, аффективная), эхолалия, эхопраксия, стереотипия, симптом воздушной подушки. Некоторые из них в сочетании образуют психопатологические синдромы, например апато-абулический синдром.